# Valerio Vallania
Valerio Vallania, född 14 juli 1906, död 8 oktober 1998, är en argentinsk friidrottare. Han deltog vid olympiska sommarspelen 1928.